# 15056 Barbaradixon
15056 Barbaradixon (1998 YP12) là một tiểu hành tinh vành đai chính được phát hiện ngày 28 tháng 12 năm 1998 bởi D. S. Dixon ở Las Cruces.